# Tabla

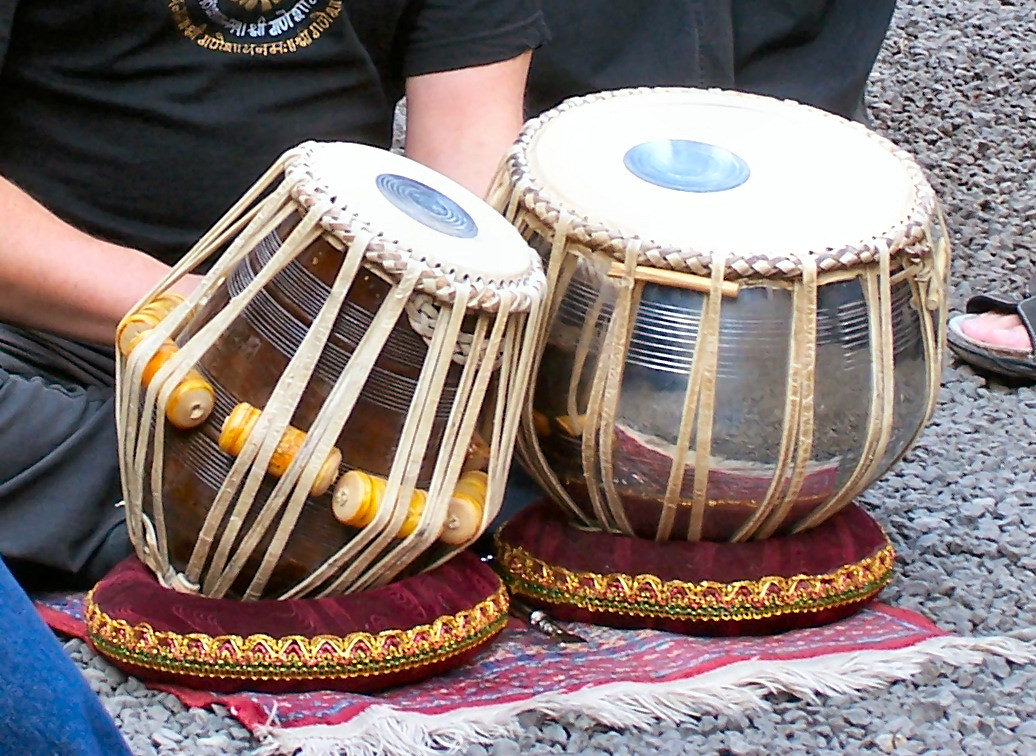
Dvojice bubnů Tabla.

Tabla je dvojice bubnů odlišné velikosti, konstrukce i zvuku. Tabla jsou perkusivní hudební nástroje, podle Sachs-Hornbostelovy klasifikace hudebních nástrojů patří mezi membranofony. Jejich název pochází z arabštiny, kde tabl znamená buben. Jsou populární především v severní Indii, kde se používají v náboženské, klasické i populární hudbě. Při hře hráč sedí na zemi a bubny má umístěny před sebou na kruhových podložkách, zvaných adhara. Pravou rukou se hraje na buben s vyšším laděním, zvaný dajan, levou rukou se hraje na basový bajan.

## Popis

### Dajan
Tělo menšího bubnu, zvaného dajan (pravý), dahina, siddha či tabla je vyrobeno z jednoho kusu tvrdého dřeva. Má mírně kuželovitý tvar, blížící se válcovitému. Jeho základna má přibližně o 4 cm větší průměr než jeho vrchní část. Ta je potažená kozí kůží, napínanou pomocí kožených pásků, zvaných čot. K přesnému doladění slouží dřevěné válečky (gattha), umístěné pod koženými pásky. Dajan se ladí podle tóniny hrané skladby na základní nebo jiný důležitý tón stupnice. K posouvání válečků při ladění slouží malé kladívko.

### Bajan
Tělo většího bubnu, zvaného bajan (levý), dagga, dhámá nebo duggí, tvoří přibližně polokulová nádoba, vyráběná z bronzu, mědi, mosazi či jiného kovu a někdy též z hlíny nebo dřeva. Otvor je opět potažen kozí kůží, napínanou pomocí kožených pásků (čot). Bajan se obvykle neladí na žádný určitý tón tóniny, neboť při hře je hojně využívaná glisandová technika, při níž lze tlakem dlaně na blánu plynule měnit výšku znějícího tónu. Právě toto glisando a široký zvukový rozsah jsou pro tabla typické. Podobný charakter zvuku má i jihoindický ghatam či africké udu.

### Potah
Obě kožené membrány (puri) mají okraje ukončené pletenou koženou obroučkou (pagri), k níž jsou připevněny napínací pásky. Po obou stranách kůže je na obvodu asi 1 cm široký kožený proužek zvaný kinar nebo kani. Na membránu je nanesen černý disk (šijahi, šjahi, gáb), jehož velikost a tloušťka určuje výšku a barvu zvuku. Disk vzniká postupným nanášením soustředných kruhů z pasty vytvořené z vody a směsi, obsahující mouku, škrob, práškové kovy a jejich oxidy, uhlík a další přísady. Volná plocha membrány mezi okrajem kinar a diskem šijahi se nazývá sur.

## Historie
Podle některých legend jsou tabla stará tisíc let. Nejčastěji se uvádí, že je vytvořil perský básník Amir Khosro Dehlavi (Amir Khursuro) ve 13. stoletím rozpůlením bubnu pakhavadž. V jeho textech však žádné zmínky o tablech nejsou. Nejstarší doložené vyobrazení a popis bubnů tabla se objevuje až v 18. století. Během let se vzhled bubnů proměňoval, velikost dajanu se zmenšovala a velikost bajanu zvětšovala. Tabla se postupně stala hlavním perkusním nástrojem severoindické hudby a pronikla i do hudby jihoindické. V současnosti existuje v Indii šest hlavních stylů (tzv. gharana) hry na tabla: Delhi, Lucknow, Benares, Farukhabad, Punjab a Ajrara.

## Hráči
Mezi nejvýznamnější tablové mistry patřil především Zakir Hussain (1951–2024) ze skupiny Tabla Beat Science a dále také Kishan Maharaj, Sharda Sahai, Sanju Sahai, Alla Rakha, Chatur Lal, Anindo Chatterjee, Shankar Ghosh, Kumar Bose, Keramatullah Khan a další.